# Georg Adolf Keferstein
Georg Adolf Keferstein (* 10. Oktober 1793 in Halle (Saale); † 28. November 1884 in Erfurt) war ein deutscher Jurist und Entomologe. Sein Autorenkürzel als Zoologe war „Kef.“
Hauptberuflich war er Jurist und zuletzt Gerichtsrat in Erfurt. Er sammelte schon in seiner Jugend Schmetterlinge und veröffentlichte speziell zur Geschichte der Entomologie, zum Beispiel über den Seidenspinner in der Antike, was auch Thema eines seiner letzten Aufsätze war. Er veröffentlichte in der Revue Entomologique von Gustave Silbermann, Isis von Lorenz Oken, in den Verhandlungen der kaiserlich-königlichen Zoologisch-Botanischen Gesellschaft und in der Stettiner Entomologischen Zeitschrift.
Er hatte eine große Schmetterlingssammlung, überließ Erstbeschreibungen aus seiner Sammlung aber meist Gottlieb August Herrich-Schäffer. Sie kam mit seiner wertvollen entomologischen Bibliothek an die Universität Halle. Er war Mitglied der Hallenser Freimaurerloge Zu den drei Degen.